# Astragalus kolymensis
Astragalus kolymensis — вид квіткових рослин з родини бобових (Fabaceae). Ареал охоплює такі країни: Сибір (Чукотка, Магадан, Корякський, Камчатка і Хабаровськ).

## Середовище
Це багаторічна трав'яниста рослина, що росте на кам'янистих луках, гірських масивах та на виходах вапняних порід на північних схилах. Вид зростає в тундрі Чукотського півострова, тундрі Берингової скелі, тайзі Північного Сибіру, а одна колекція — з тундрового екорегіону Забайських Лисих гір. Висота: 0–1906 метрів. Наразі немає відомих серйозних загроз для цього виду.